# Київське головне народне училище
Киї́вське головне́ наро́дне учи́лище — початковий навчальний заклад підвищеного типу, заснований 1789 року відповідно до «Статуту народних училищ у Російській імперії».

## Історія
Київське головне народне училище було засноване 1789 року на Подолі. До училища приймалися діти усіх станів, окрім дітей-кріпаків. Курс навчання тривав п'ять років й складався з 4 розрядів (або класів). Навчання в останньому класі тривало 2 роки. 1789 року в Київському училищі навчалося 99 хлопчиків та 35 дівчаток. 1809 року на базі училища було створено Першу київську гімназію.

## Викладачі
Викладачами училища працювали відомі українські науковці та педагоги:
- Максим Берлинський, директор (історія і географія),
- І. Карбановський (математика, фізика),
- М. Громницький (російська мова, латинська мова),
- С. Стефанович (російська мова, латинська мова).

## Джерело
- Київ (енциклопедичний довідник) / А. В. Кудрицький (відповідальний редактор). — К. : Головна редакція УРЕ, 1981. — С. 143.